# توب عسكر
قرية توب عسكر أو طوب عسكر (بالكردية: تۆپ عەسکەر)‏ هي إحدى قرى ناحية قورة تو في قضاء خانقين ضمن الحدود الإدارية لمحافظة السليمانية لأنها ضمن مناطق إدارة كرميان في إقليم كردستان العراق.